# جرنية الطار
جرنية الطار قرية في منطقة السقيلبية التابعة لمحافظة حماة في سوريا.
بلغ عدد سكانها 1780 نسمة حسب تعداد عام 2004 الذي أجراه المكتب المركزي للإحصاء، في حين بلغ عدد الأسر 275 أسرة، وبلغ عدد الذكور 944 نسمة، وعدد الإناث 836 نسمة.

## التاريخ
منذ الأشهر من انطلاقتها، شارك جرنية الطار في الثورة السورية ضد نظام الأسد. ففي يوم 9 آذار (مارس) 2012، خرج الأهالي في مظاهرة مناوئة لنظام آل الأسد في جمعة «الوفاء للإنتفاضة الكردية». وفي 29 حزيران (يونيو) 2012، خرجت فيها مظاهرة خلال جمعة «واثقون من نصر الله».
في يوم الثلاثاء 21 مايو (أيار) 2013، حاصرت قوات الأسد القرية ثم اقتحمتها واعتقلت عشرات النساء.
في أعقاب سقوط نظام الأسد، شنّ جهاز الأمن العام حملة في القرية بتاريخ 20 شباط (فبراير) عام 2025، بهدف ملاحقة فلول نظام الأسد الذين لم يسوّوا أوضاعهم ضمن مراكز التسوية.